# نويل بالمر
نويل بالمر (بالإنجليزية: Francis Noel Palmer)‏ هو سياسي بريطاني (وحمل سابقاً جنسية المملكة المتحدة لبريطانيا العظمى وأيرلندا)، ولد في 1887، وتوفي في 1961. حزبياً، نشط في National Labour Organisation ‏. في الانتخابات العامة في المملكة المتحدة 1931 ‏، انتخب عضو برلمان المملكة المتحدة الـ36 عن دائرة Tottenham South (UK Parliament constituency) ‏ (27 أكتوبر 1931 – 25 أكتوبر 1935).